# Všeradov
Všeradov (deutsch Wscheradow, 1939–45 Wscheradau) ist eine Gemeinde in Tschechien. Sie liegt fünf Kilometer südwestlich von Hlinsko und gehört zum Okres Chrudim.

## Geographie

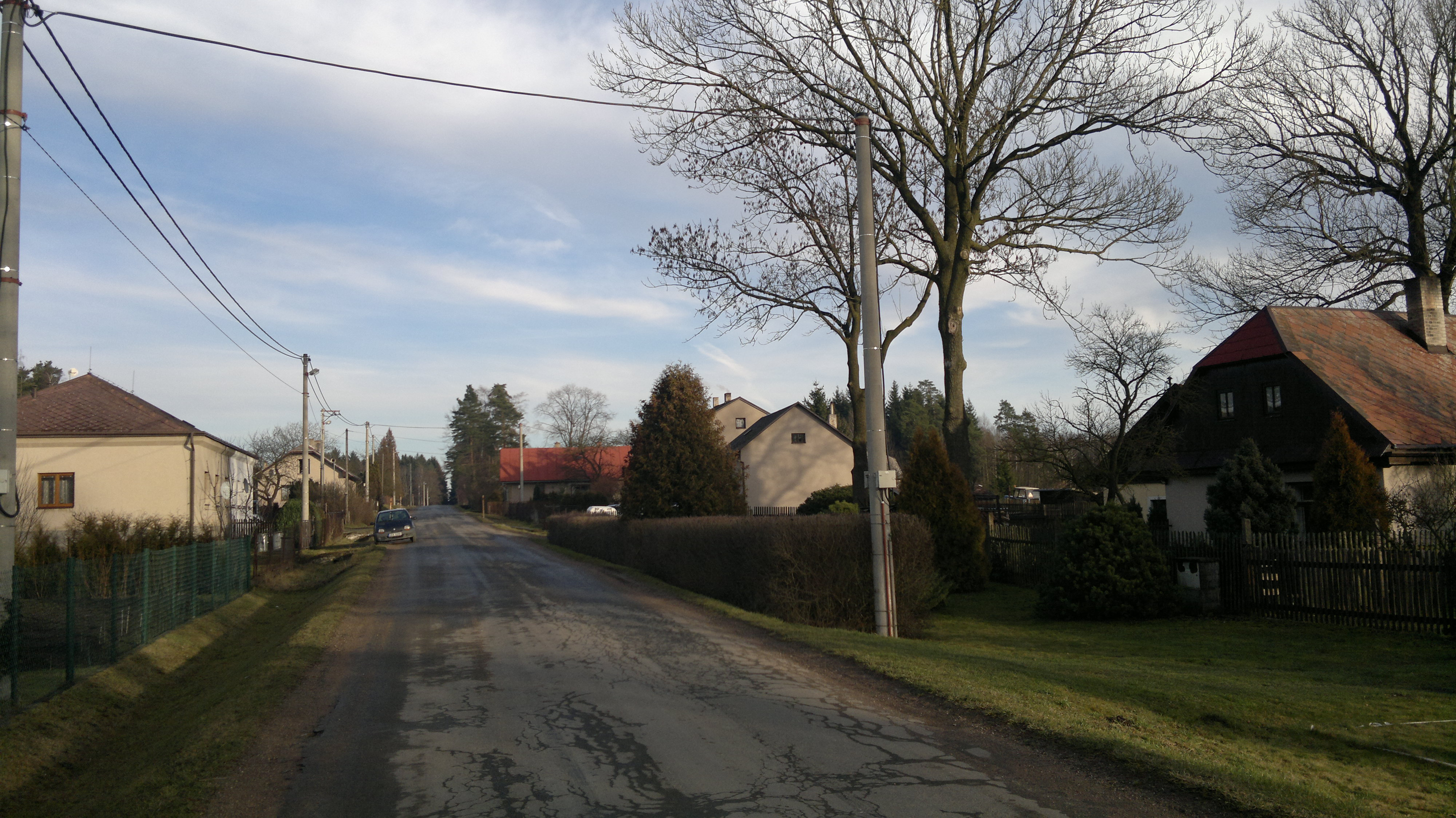
Všeradov

Všeradov befindet sich am Übergang der Žďárské vrchy (Saarer Berge) zu den Železné hory (Eisengebirge) im Landschaftsschutzgebiet CHKO Žďárské vrchy. Das Dorf liegt auf einer im Norden vom Dlouhý potok, im Osten von der Slubice und der Chrudimka und im Süden vom Barchanecký potok umflossenen Bergkuppe (582 m n.m.). Südwestlich erhebt sich der Babylón (606 m n.m.). Im Süden liegt der Stauweiher Januš. Einen Kilometer westlich von Všeradov verläuft die Staatsstraße I/37 zwischen Ždírec nad Doubravou und Trhová Kamenice.
Nachbarorte sind Jančouř, Dřevíkov und Veselý Kopec im Norden, Milesimov und Králova Pila im Nordosten, Stan und Vítanov im Osten, Jasné Pole im Südosten, Komárov und Stružinec im Süden, Údavy und Rovný im Südwesten, Slavíkov, Kocourov und Dlouhý im Westen sowie Možděnice im Nordwesten.

## Geschichte
Die erste urkundliche Erwähnung von Všeradov erfolgte 1487. Das Dorf gehörte zu den Besitzungen der Feste Zubří. Im Jahre 1572 erwarb Johann Kustosch Kunetitzky, der sich danach Kustosch von Zubří nannte, die Herrschaft Zubří. Nachfolgende Besitzer der Herrschaft waren ab 1580 die Herren von Lukawitz, ab 1695 Ladislaus Kapaun von Swoykow, ab 1710 Franz Anton von Puteany, ab 1722 Franziska Hedwig Kapaun von Swoykow, geborene Hrzebenarz von Harrach und schließlich Johann Wenzel Caretto von Millesimo. Letzterer veräußerte die Herrschaft Zubří an Joseph Franz von Schönfeld, der sie mit Nassaberg zu einem Gesamt-Dominium vereinigte. 1753 wurde Johann Adam von Auersperg zum Universalerben des erloschenen Grafengeschlechts von Schönfeld auf Nassaberg.
Im Jahre 1835 bestand das im Chrudimer Kreis gelegene Dorf Wscheradow bzw. Wsseradow aus 18 Häusern, in denen 138 Personen lebten. Pfarrort war Kamenitz. Bis zur Mitte des 19. Jahrhunderts blieb Wscheradow der Herrschaft Nassaberg untertänig.
Nach der Aufhebung der Patrimonialherrschaften bildete Všeradov ab 1849 mit den Ortsteilen Jasné Pole und Milesimov eine Gemeinde im Gerichtsbezirk Hlinsko. Ab 1868 gehörte die Gemeinde zum politischen Bezirk Chrudim. Im Jahre 1869 lebten in der Gemeinde 334 Menschen, in Všeradov selbst waren es 166.  Beim Zensus von 1910 hatte das Dorf Všeradov 209 Einwohner, in der Gemeinde waren es 400. 1949 wurde die Gemeinde dem Okres Hlinsko zugeordnet. Seit 1961 gehört Všeradov wieder zum Okres Chrudim. Im Jahre 2001 hatte die Gemeinde 148 Einwohner und bestand aus 76 Häusern; in den 44 Häusern des Dorfes Všeradov lebten 95 Personen.

## Gemeindegliederung
Die Gemeinde Všeradov besteht aus den Ortsteilen Jasné Pole (Schönfeld), Milesimov (Millesimow) und Všeradov (Wscheradow). Zu Všeradov gehört zudem die Einschicht Králova Pila.

## Sehenswürdigkeiten

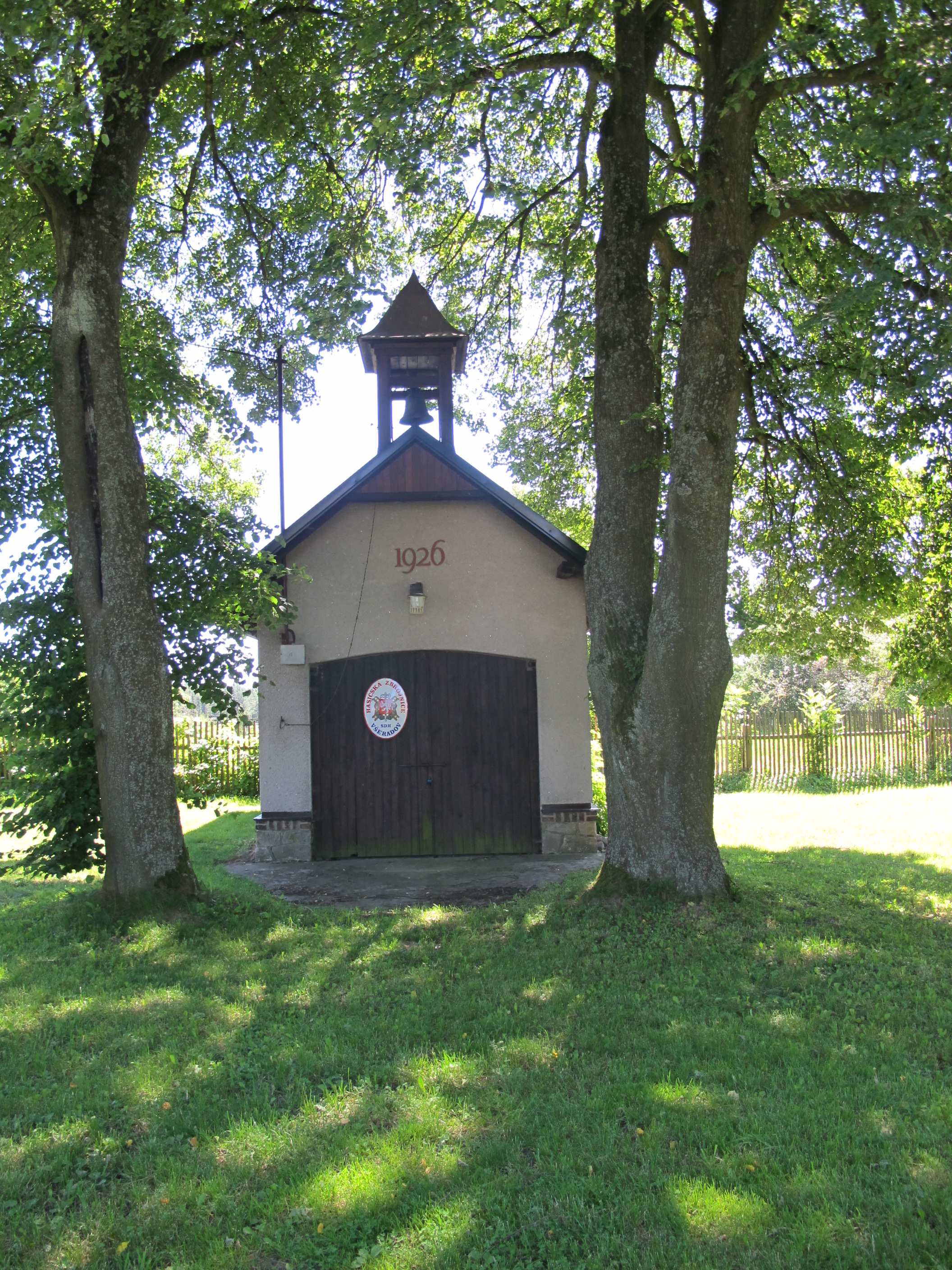
Spritzenhaus in Všeradov

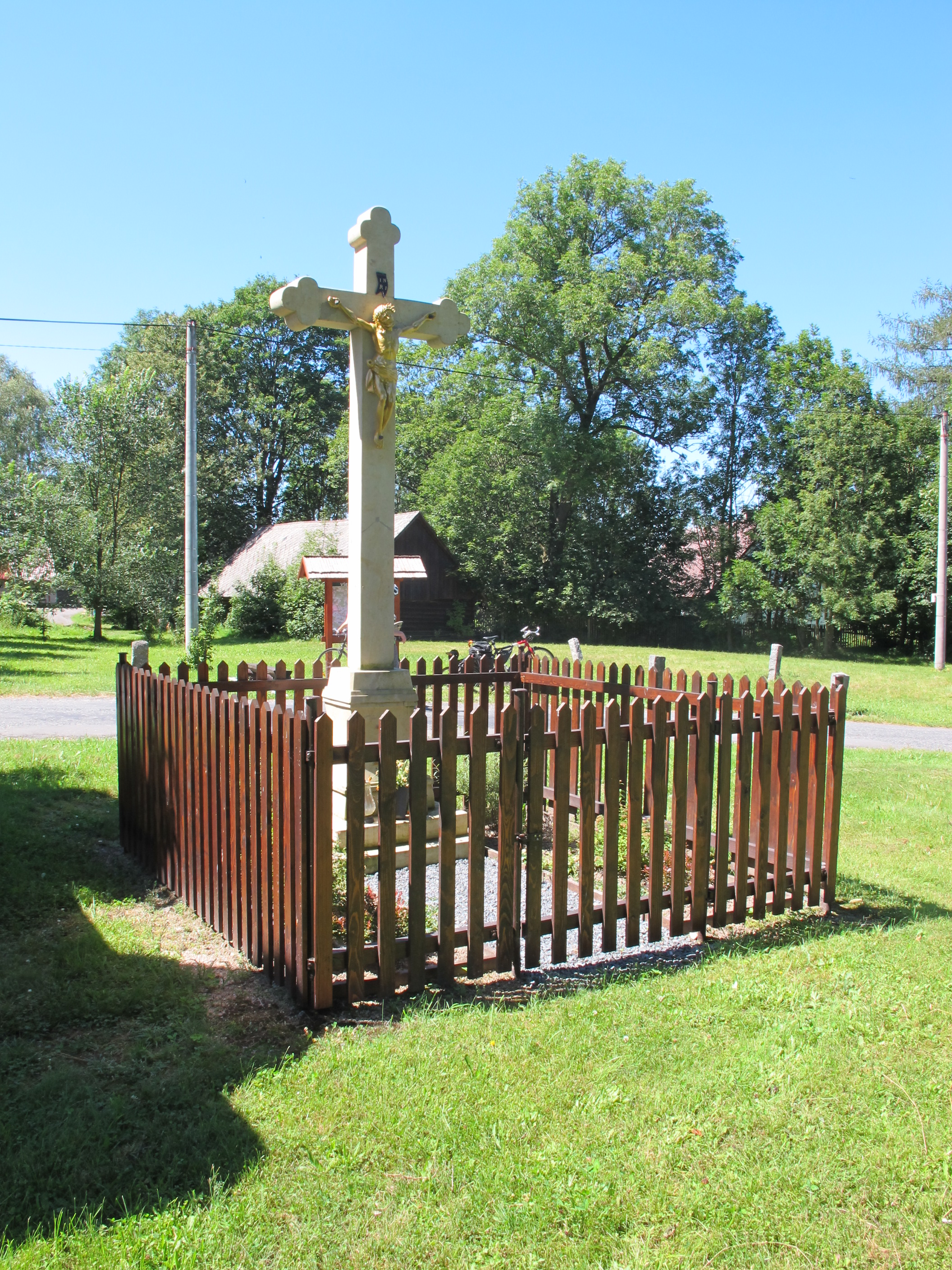
Steinernes Kreuz in Všeradov

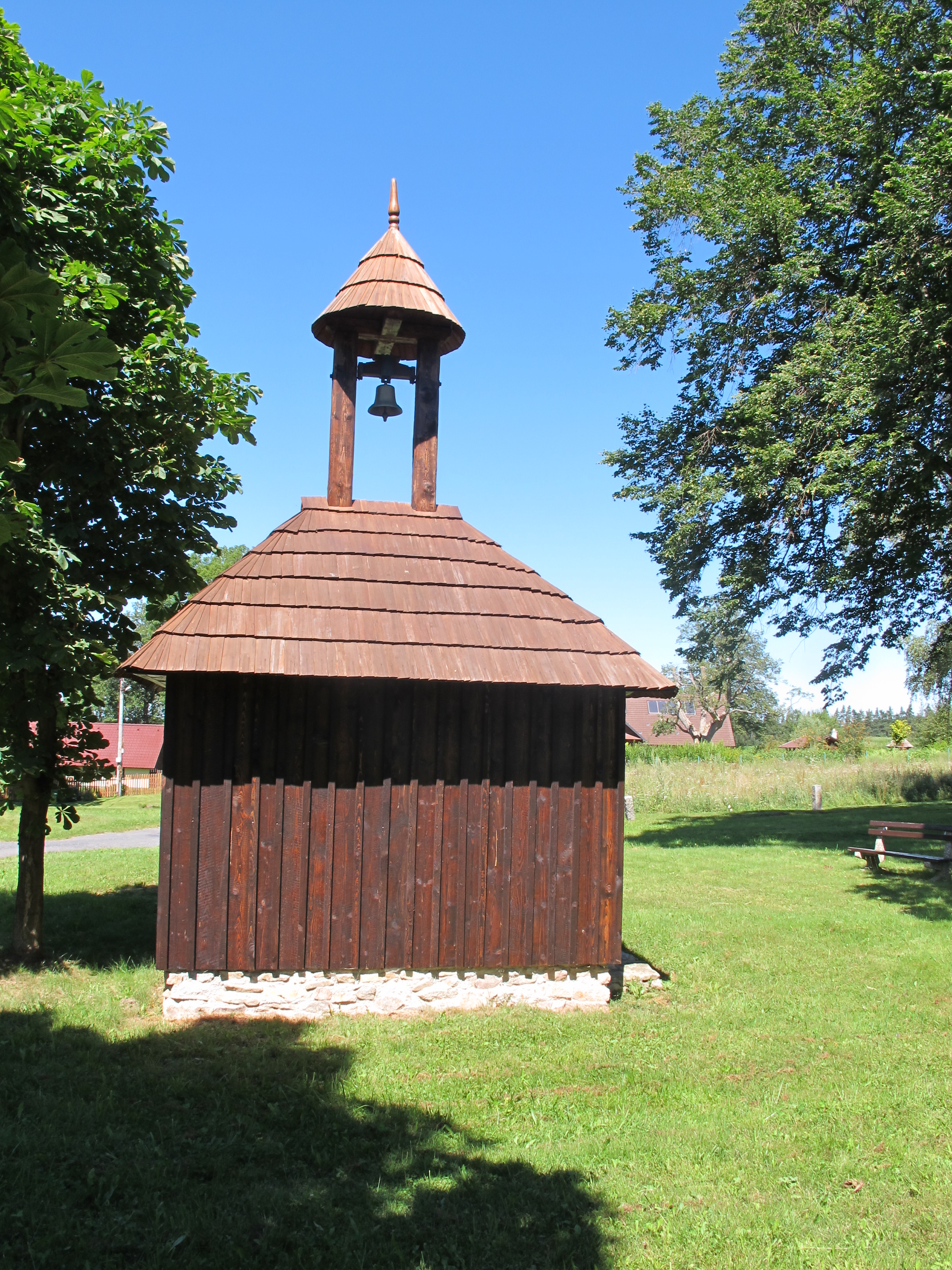
Glockenturm in Všeradov

- Spritzenhaus, errichtet 1926
- Glockenturm
- Steinernes Kreuz
- Stauweiher Januš, Erholungsgebiet